# Go-Mizunoo
Go-Mizunoo (後水尾天皇, Go-Mizunoo-tennō; 29 giugno 1596 – 11 settembre 1680) è stato il 108º imperatore del Giappone secondo il tradizionale ordine di successione.

## Biografia
Regnò dal 1611  sino al 1629, Il suo nome personale era Kotohito  (政仁?, Kotohito ), o Masahito.
Era il terzo figlio dell'imperatore Go-Yōzei, sua madre era la figlia di Konoe Sakihisa, succedette a suo padre al trono.
La sua discendenza fu molto importante per quanto riguarda la storia giapponese. Da Tokugawa Kazuko (figlia di Tokugawa Hidetada), in seguito chiamata Tōfuku-mon'in,  ebbe fra gli altri:
- Takahito (1621–1628)
- Kazu-no-miya Okiko (女一宮興子内親王): che diventerà l'imperatrice Meishō

Da Mitsuko ebbe fra altri:
- Suga-no-miya Tsuguhito (素鵞宮紹仁親王): che diventerà l'imperatore Go-Kōmyō
- Morizumi (守澄法親王, Morizumi-shinnō, 1634-1680)